# 無刀ブラック
『無刀ブラック』（むとうブラック）は、野々上大二郎による日本の漫画作品。『週刊少年ジャンプ』（集英社）にて、2012年20号に読切が掲載された後、2013年25号から同年36号まで連載された。

## 登場人物
黒月 雪路（くろつき ゆきじ）
人を殺すためではなく、護るための武術・黒月流合気柔術の師範を務める。黒月流を広めるために江戸で道場を開いたものの、門下生が集まらず苦労している。性格は、優しく純粋だが、自分の決めた道を貫こうとする強さがある。黒月流の後継者である黒月霜角がいる。
継春（つぐはる）
一刀流分派津上一刀流の道場で家僕として働く少年。木刀で喧嘩を始めた二人の間割って入った黒月雪路を助けたことで、雪路と知り合う。髪の色が通常ではあり得ない色であることから周囲から化け物扱いされ、派閥と共に人里離れて暮らしていた。
薄氷 徹（うすらい てつ）
犬神藩御留流骸貫流槍術の家に生まれるも、犬神藩が断絶し、父母が殉死したため、兄・薄氷碎蔵と共に旅をしている。より強い者との立ち会いを求める兄の対戦相手として、黒月雪路を選び、兄を殺してくれと依頼する。兄と雪路の戦いの後、雪路の道場に残り門下生となる。
薄氷 碎蔵（うすらい さいぞう）
犬神藩御留流骸貫流槍術皆伝の若い男性。犬神藩が断絶し、父母が殉死したため、弟・薄氷徹と共に旅をしている。
黒月 霜角（くろつき そうかく）
黒月雪路の兄。新月の国御留流黒月流合気柔術の後継者で、雪路とは2歳違い。新月の国がなくなったため、現在は会津に下っている。
籔 治（やぶ おさむ）
黒月雪路に道場を貸している大家であり、医者も務める男性。雪路や継春をからかいながらも見守っている。町民ながら各武術の流派や上級武士のしきたりに詳しいなど、謎が多い人物。
松野 正貴（まつの まさたか）
竹伝流槍術の師範を務める男性。道場を開いたが門下生が集まらず、自らの道場の宣伝のために看板をかけて黒月雪路と戦いにきた。
那須田（なすだ）
黒月雪路の開く黒月流合気柔術の道場に稽古を見学したいといってやってきた男性。商家の跡取り息子として生まれるも家を継ぐことを嫌い、武士になりたいと考えている。
津上一刀流の男性（つがみいっとうりゅうのだんせい）
「見込みあり」と認めるまで家僕として働けば門下生にすると希望を持たせ、継春をいいように使っているが、門下生にするつもりは全くない。
新堂（しんどう）
浪人の男性。小金井、佐竹、比賀と共に江戸に流れてきたが、食い詰めて黒月雪路の近所の店で、騒ぎを起こし、それをきっかけに雪路や籔治と知り合う。4人の中ではリーダー格。
小金井（こがねい）
浪人の男性。
佐竹（さたけ）
浪人の男性。
比賀（ひが）
浪人の男性。

## 書誌情報
- 野々上大二郎『無刀ブラック』集英社〈ジャンプ・コミックス〉、全2巻
  1. 2013年9月4日発売[4]、ISBN 978-4-08-870823-2
  2. 2013年10月4日発売[5]、ISBN 978-4-08-870857-7